# Họ Vượn cáo nhảy
Họ Vượn cáo nhảy (danh pháp khoa học: Lepilemuridae) là một họ động vật có vú trong bộ Linh trưởng. Họ này được Gray miêu tả năm 1870.

## Hình ảnh

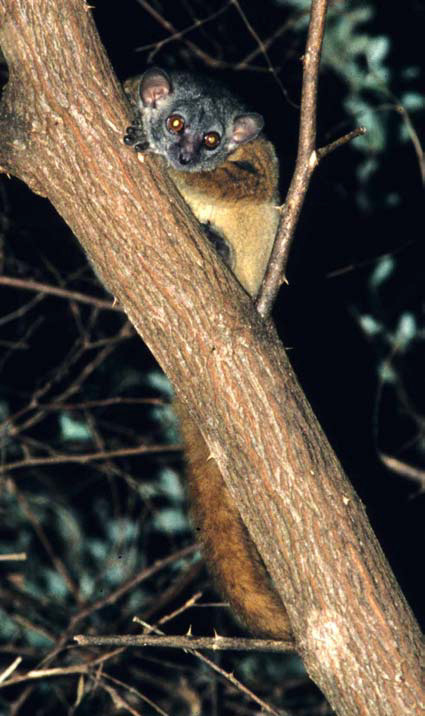
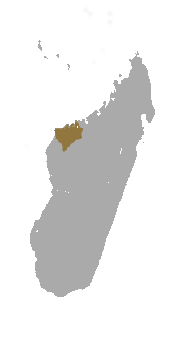
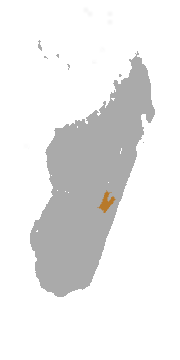
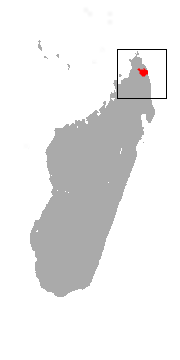

## Phân loại
- Họ Lepilemuridae
  - Chi Lepilemur 
    - Lepilemur aeeclis *
    - Lepilemur ahmansonorum **
    - Lepilemur ankaranensis
    - Lepilemur betsileo **
    - Lepilemur dorsalis
    - Lepilemur edwardsi
    - Lepilemur fleuretae **
    - Lepilemur grewcockorum **
    - Lepilemur hollandorum *****
    - Lepilemur hubbardorum **
    - Lepilemur jamesorum **
    - Lepilemur leucopus
    - Lepilemur microdon
    - Lepilemur milanoii **
    - Lepilemur mittermeieri
    - Lepilemur mustelinus
    - Lepilemur otto ***
    - Lepilemur petteri **
    - Lepilemur randrianasoloi *
    - Lepilemur ruficaudatus
    - Lepilemur sahamalazensis *
    - Lepilemur scottorum****
    - Lepilemur seali **
    - Lepilemur septentrionalis
    - Lepilemur tymerlachsoni **
    - Lepilemur wrightae **

* Loài mới dựa trên phân tích phân tử
** Loài mới dựa trên phân tích phân tử
*** Loài mới dựa trên phân tích phân tử
**** Loài mới dựa trên phân tích phân tử
***** Loài mới dựa trên phân tích phân tử